# Qermezīn
Qermezīn (persiska: قرمزين, قيرَّمزين, قِرمِزی) är en ort i Iran.   Den ligger i provinsen Markazi, i den nordvästra delen av landet, 170 km väster om huvudstaden Teheran. Qermezīn ligger 2 020 meter över havet och antalet invånare är 184.
Terrängen runt Qermezīn är huvudsakligen kuperad, men åt sydväst är den platt.Runt Qermezīn är det ganska glesbefolkat, med 27 invånare per kvadratkilometer. Närmaste större samhälle är Yātān, 8,3 km sydväst om Qermezīn. Trakten runt Qermezīn består i huvudsak av gräsmarker.